# Ronald Vlot
Ronald Vlot (Dordrecht, 18 juni 2001) is een Nederlands voetballer die als doelman voor FC Dordrecht speelt.

## Carrière
Ronald Vlot speelde in de jeugd van VVAC en FC Dordrecht. Sinds begin 2020 maakt hij als reservekeeper deel uit van de selectie van FC Dordrecht. Hij debuteerde in het betaald voetbal op 12 maart 2021, in de met 1-3 verloren thuiswedstrijd tegen TOP Oss. Hij kwam in de 65e minuut in het veld voor de geblesseerd geraakte Liam Bossin. In april 2021 werd bekend dat hij in de zomer naar GVV Unitas vertrekt.

### Statistieken
| Seizoen                  | Club           | Land           | Competitie     | Competitie | Competitie | Beker | Beker | Totaal | Totaal |
| Seizoen                  | Club           | Land           | Competitie     | Wed.       | Dlp.       | Wed.  | Dlp.  | Wed.   | Dlp.   |
| ------------------------ | -------------- | -------------- | -------------- | ---------- | ---------- | ----- | ----- | ------ | ------ |
| 2019/20                  | FC Dordrecht   | Nederland      | Eerste divisie | 0          | 0          | 0     | 0     | 0      | 0      |
| 2020/21                  | FC Dordrecht   | Nederland      | Eerste divisie | 1          | 0          | 0     | 0     | 1      | 0      |
| Carrièretotaal           | Carrièretotaal | Carrièretotaal | Carrièretotaal | 1          | 0          | 0     | 0     | 1      | 0      |
| Bijgewerkt op 2 mei 2021 |                |                |                |            |            |       |       |        |        |